# Svenzea devoogdae
Svenzea devoogdae är en svampdjursart som beskrevs av Alvarez, van Soest och Rützler 2002. Svenzea devoogdae ingår i släktet Svenzea och familjen Dictyonellidae.
Artens utbredningsområde är havet kring Indonesien. Inga underarter finns listade i Catalogue of Life.